# Mars Express
Mars Express är den första europeiska rymdsonden som sänts till planeten Mars. 
Mars Express fick sitt namn för att den byggdes snabbare än liknande projekt.
Mars Express uppdrag var att:
- fotografera Mars yta med högupplösning (10 m/pixel) samt valda delar med extrem högupplösning (2 m/pixel)
- skapa en karta med mineralsammansättning av ytan (100 m/pixel)
- undersöka atmosfärens effekt på marsytan
- undersöka växelverkan mellan atmosfär och solvindarna

Mars Express skulle gå i en bana runt Mars under ett marsår, 670 dagar.
Fredagen den 23 januari 2004 rapporterade ESA att man med hjälp av spektrometer ombord på satelliten uppmätt spektrum från väte. Strålningen är baserad på reflektion från solens synliga och infraröda ljus. Mätdatan kom från Mars nordpol. Vätet förekommer i vad som förmodas vara is. Dessutom kunde man tyda spektrum från frusen koldioxid.

## Beagle 2
Rymdsonden hade med sig marslandaren Beagle 2, som var menad att landa på planeten. Beagle 2 skulle landat vid Isidis Planitia, 10,6° N, 270° W. Liksom många andra marslandare gick farkosten förlorad någon gång efter inträdet i Mars atmosfär.

## Tidsförlopp
- 2 juni 2003: Mars Express med Beagle 2 sköts upp från Kosmodromen i Bajkonur, Kazakstan.
- 19 december 2003: Beagle 2 lösgjordes från Mars Express och de båda farkosterna gick var för sig mot Mars.
- 25 december 2003: Mars Express gick in i omloppsbana runt Mars.
- 25 december 2003: Beagle 2 förmodades ha landat på planeten vid fyratiden på morgonen, men det första försöket att få kontakt med landaren misslyckades.
- 27 december 2003: Fortfarande ingen kontakt med landaren, trots fyra försök. Försöken att få kontakt har dels varit via NASA:s Mars Odyssey och Jodrell Bank-teleskopet i Storbritannien. Man har en månad på sig att få kontakt med Beagle 2.
- 1 januari 2004: Ännu ingen kontakt med landaren trots ett antal försök. Man hoppades att få kontakt via moderfarkosten Mars Express när den kommit i rätt läge, och det skulle ske tidigast den 4 jan.
- 12 januari 2004: Trots ett antal försök att med Mars Express få kontakt med Beagle 2 så kunde ingen kontakt upprättas. Mars Express hade som närmast varit 315 km över den förmodade landningsplatsen.
- 11 februari 2004: ESA gav definitivt upp hoppet om Beagle 2 och förklarade Marslandaren som förlorad.[2]

### Fotnoter
1. ↑  ”NASA Space Science Data Coordinated Archive” (på engelska). NASA. https://nssdc.gsfc.nasa.gov/nmc/spacecraft/display.action?id=2003-022A. Läst 1 april 2020.
2. ↑  Artikel hos ESA